# Angus Miller
Pour les articles homonymes, voir Miller.
Angus Miller, né le 9 octobre 2002 à Adélaïde, est un coureur cycliste australien. Il est membre de l'équipe Atom 6 Bikes-Decca Continental. 

## Biographie
Durant sa jeunesse, Angus Miller pratique de nombreux sports. Il finit toutefois par opter pour le cyclisme au sein du South Australian Sports Institute,. Actif sur piste, il se distingue lors de la saison 2023 en devenant champion d'Australie de poursuite par équipes, aux côtés de Leo Zimmermann, Wil Holmes et Oliver Bleddyn. La même année, il termine troisième de la course scratch aux championnats d'Océanie. Il participe également à quelques compétitions en Asie, sous les couleurs d'une équipe continentale chinoise. 

## Palmarès sur piste

### Championnats nationaux
- 2019
  - 3e du championnat d'Australie de poursuite par équipes juniors
- 2023
  -  Champion d'Australie de poursuite par équipes (avec Leo Zimmermann, Wil Holmes et Oliver Bleddyn)

## Palmarès sur route

### Par année
- 2022
  - 2e du John Venturi Memorial

### Classements mondiaux
| Année                                 | 2023  |
| ------------------------------------- | ----- |
| Classement mondial                    | 1466e |
| UCI Oceania Tour                      | 73e   |
|                                       |       |
| Légende : nc = non classéSource : UCI |       |